# 工正
工正，亦稱工尹（楚國所稱），中國春秋時期齊國、魯國、宋國、楚國等諸侯國所設置之官職，為掌管百工及手工業之官。尹姓始祖以及田齊始祖陳完皆曾任此職。